# Chiesa di San Pietro Apostolo (Jesi)
La chiesa di San Pietro Apostolo è un edificio religioso della storica città di Jesi (AN), nelle Marche. 
Sorge nel cuore dei vicoli medievali del centro storico, in Piazza Francolini, ed è tra le più antiche chiese della città.

## Storia e descrizione

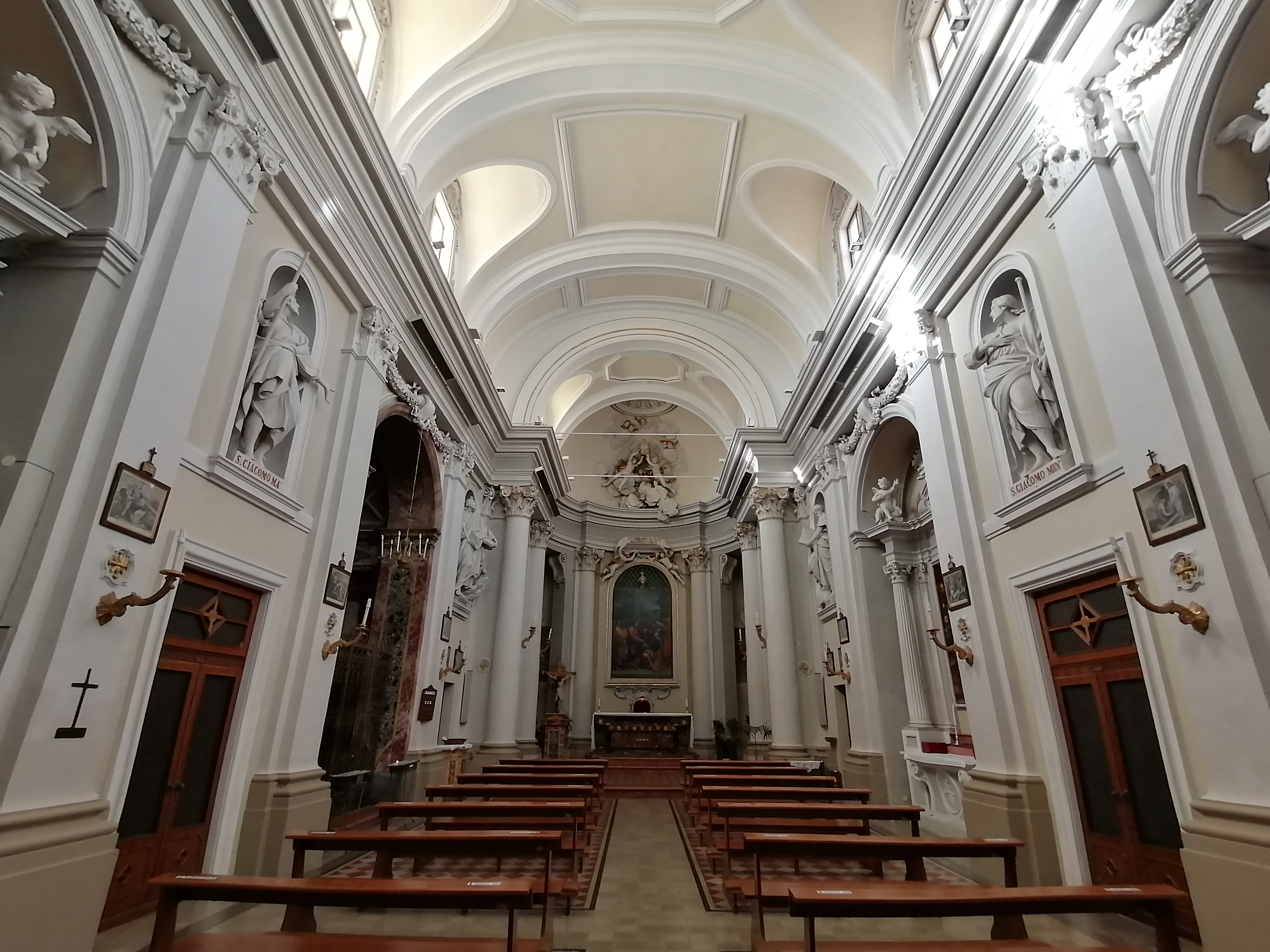
Veduta dell'interno.

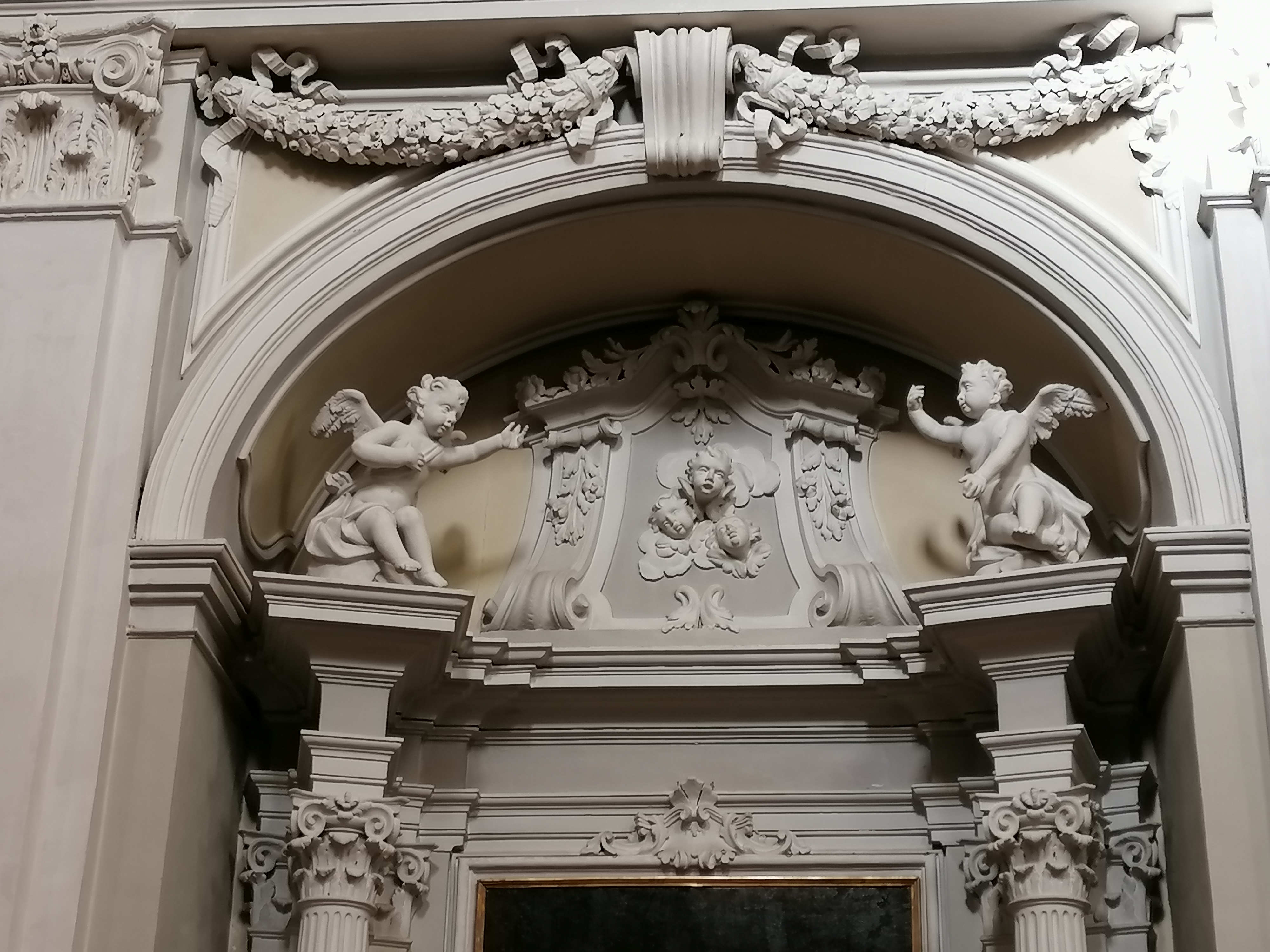
Particolare degli stucchi barocchi.

Sorge in un'area già occupata da edifici romani, dei quali sono stati rinvenuti resti di pavimentazioni in mosaico durante gli ultimi scavi.
La prima chiesa venne fondata in epoca longobarda e come fosse già dotata di un battistero, sembra sia stata la prima Pieve della città.
Rifatta in stile gotico presentava una facciata con portico che dava su via Baldassini.  Per la sua decorazione Marcantonio di Andrea di Bartolo (1435-91), della famiglia di pittori Aquilini, vi realizza l'affresco della Madonna col Bambino e Santi, ancora in parte oggi superstite. Nel 1620 il pittore Giambattista Ricci dipinse la pala d'altare con la Consegna delle Chiavi a San Pietro.
Nel 1720 l'edificio fu gravemente danneggiato da un incendio e la chiesa attuale venne riedificata a partire dal 1746. Architetto ne fu Gaetano Fammilume in collaborazione con l'allora giovane Mattia Capponi. A quest'ultimo si deve soprattutto la facciata con due torrette gemelle e la scalinata a due rampe. Si tratta di una chiesa ad unica navata con volta a botte lunettata e altari laterali.
Col crescere del culto della Madonna della Misericordia, nel 1784 il vescovo Fonseca fece erigere una cappella sul lato sinistro della navata e commissionò il quadro della Vergine al pittore ferrarese Giuseppe Azzi.
Nelle quattro nicchie della facciata, nel 1786, vennero poste le statue degli Apostoli scolpite dal folignate Stefano Montrocchi; poi purtroppo distrutte dai Giacobini nel 1798.